# أرجق
أرجق هي قرية في مقاطعة مشكين شهر، إيران. يقدر عدد سكانها بـ 412 نسمة بحسب إحصاء 2016.